# Diafon
Diafon je zařízení, které slouží k promítání diapozitivních snímků s možností reprodukce doprovodného textu. Od 60. do 90. let 20. století byl diafon využíván hlavně pro tvorbu dětských pohádek a byly pořádány mnohé festivaly, na kterých se tyto snímky pouštěly. Filmy byly točeny na tzv. diafilm.